# ホイットニー・ユージン・セイヤー
ホイットニー・ユージーン・セイヤー（Whitney Eugene Thayer, 1838年12月11日 マサチューセッツ州メンドン – 1889年6月27日 バーモント州バーリントン）はアメリカ合衆国のオルガニスト・作曲家。
1863年にボストン音楽ホールにパイプオルガンが新造された直後に、自身の最初の演奏会を開く。ベルリンでカール・アウグスト・ハウプトに対位法を学んだ後、ボストンとニューヨークでオルガニストとして活躍した。ヴィルトゥオーゾとして演奏旅行を行うかたわら、オルガン教師や作曲家としても活動した。
祝祭カンタータやミサ曲を別とすれば、もっぱらオルガン用の作品を手懸け、夥しい数のオルガン曲を遺した。そのほかに四重唱曲や芸術歌曲も遺した。